# Conor Dunne
Conor Dunne (St Albans, Hertfordshire, 22 de gener de 1992) és un ciclista irlandès, professional des del 2014.
Nascut a Anglaterra, va defensar els colors del Regne Unit fins a categoria júnior. En el seu palmarès destaca el campionat d'Irlanda en ruta de 2018.

## Palmarès en ruta
- 2010
  -  Campió del Regne Unit júnior en contrarellotge
- 2012
  -  Campió d'Irlanda sub-23 en contrarellotge
- 2013
  - Vencedor d'una etapa a l'An Post Rás
- 2016
  - 1r a la Rutland-Melton International CiCLE Classic
- 2018
  -  Campió d'Irlanda en ruta

### Resultats a la Volta a Espanya
- 2017. 158è de la classificació general (fanalet vermell)

### Resultats al Giro d'Itàlia
- 2019. 135è de la classificació general